# Johann Gottlob Marezoll
Johann Gottlob Marezoll (* 25. Dezember 1761 in Plauen; † 15. Januar 1828 in Jena) war ein deutscher Theologe, Prediger und Hochschullehrer.

## Leben
Marezoll wuchs in ärmlichen Verhältnissen auf und konnte nur durch die von seiner Mutter organisierte Unterstützung das Gymnasium in Plauen besuchen und schließlich ein Studium antreten. Er studierte ab 1775 an der Universität Leipzig. Dort wurde er unter anderen von Samuel Friedrich Nathanael Morus, Georg Joachim Zollikofer und Christian Felix Weiße beeinflusst. Nach seinem Abschluss 1783 und bestandenem Kandidatenexamen in Dresden war er zunächst als Hauslehrer tätig und begann zu publizieren.
Seine Schriften brachten ihm 1789 einen Ruf auf eine Stelle als Universitätsprediger an der Universität Göttingen ein. 1790 wurde er zudem außerordentlicher Professor der Theologie und Direktor des dortigen Predigerseminars. In Göttingen erhielt er die Ordination zum Prediger und von der Universität Helmstedt wurde er 1794 zum Dr. theol. promoviert. Ebenfalls in Göttingen war er Mitglied der Freimaurerloge „Augusta zu den drei Flammen“.
Im selben Jahr folgte er einem Ruf nach Kopenhagen als Hauptpastor an der deutschen Petrikirche. Allerdings bekam ihm das Klima dort nicht und er kehrte 1803 auf Johann Gottfried Herders Vermittlung zurück und wurde in Jena Konsistorialrat, Superintendent und Oberpfarrer. Außerdem wurde er Honorarprofessor der Theologie an der Universität Jena, er legte die Professur bereits ein Jahr später wieder nieder und konzentrierte sich auf sein Predigeramt.
Bereits in Göttingen war Marezoll als Prediger gefeiert, an den folgenden Wirkungsorten setzte sich sein Ruf fort. Zahlreiche seiner Predigten wurden gedruckt, sein Andachtsbuch für das weibliche Geschlecht erschien in mehreren Auflagen und wurde ins Dänische, Schwedische und Niederländische übersetzt. Das Werk Ueber die Bestimmung des Canzelredners gilt als repräsentativ für die Homiletik der Aufklärungstheologie.
Der Rechtswissenschaftler Theodor Marezoll war sein Sohn.

## Publikationen (Auswahl)
- Das Christenthum ohne Geschichte und Einkleidung, 1787.
- Andachtsbuch für das weibliche Geschlecht, Leipzig 1788.
- Predigten in Rücksicht auf den Geist und die Bedürfnisse des Zeitalters, Göttingen 1790–1792.
- Ueber die Wahrheit des Christenthums bewiesen aus der Uebereinstimmung desselben mit dem Naturgesetz, 1793.
- Ueber die Bestimmung des Canzelredners, Göschen, Leipzig 1793.
- Predigten auf alle Festtage des Jahrs, Bran, Jena 1821.